# Politiezone Vlas
De Politiezone Vlas (zonenummer 5456) is een politiezone die actief is in de West-Vlaamse gemeenten Kortrijk, Kuurne en Lendelede. De zone ligt in het gerechtelijk arrondissement West-Vlaanderen. Binnen het parket West-Vlaanderen valt ze onder de afdeling Kortrijk, samen met PZ Mira, PZ Midow, PZ Riho, PZ Gavers en PZ Grensleie.
Het hoofdcommissariaat is gelegen in de Minister De Taeyelaan 9 te Kortrijk. Bijkomende posten bevinden zich op het Weggevoerdenplein 1/01 te Kuurne en in de Stationsstraat 19 te Lendelede.
Op 25 november 2019 werd hoofdcommissaris Filip Devriendt de nieuwe korpschef van de Politiezone Vlas.